# وحید رهبانی
وحید رهبانی (زادهٔ ۲۹ فروردین ۱۳۵۸) بازیگر، کارگردان تئاتر و مترجم ایرانی است. او فعالیت در تئاتر را از ۱۷ سالگی آغاز کرد. برجسته‌ترین نقش‌های او در تلویزیون شامل خانه ما (۱۳۷۹) و گاندو (۱۳۹۸) است. رهبانی در جشنواره فیلم فجر ۱۳۹۹ با دو فیلم شیشلیک و مصلحت حضور داشت؛ وی برای بازی در مصلحت نامزد سیمرغ بلورین بهترین بازیگر نقش مکمل مرد شد. وی دانش‌آموخته رشته کارگردانی تئاتر از دانشگاه یورک کانادا است.

## فیلم‌شناسی

### سینما
| سال  | عنوان            | نقش  | کارگردان                          | یادداشت                                                      |
| ---- | ---------------- | ---- | --------------------------------- | ------------------------------------------------------------ |
| ۱۴۰۱ | یادگار جنوب      | وحید | حسین امیری دوماری، پدرام پورامیری |                                                              |
| ۱۴۰۰ | هناس             |      | حسین دارابی                       |                                                              |
| ۱۳۹۹ | شیشلیک           |      | محمدحسین مهدویان                  |                                                              |
| ۱۳۹۹ | مصلحت            |      | حسین دارابی                       |                                                              |
| ۱۳۹۴ | آرمان‌شهر         |      | حسن ناظر                          | انتخاب بازیگران و بازیگردان                                  |
| ۱۳۹۰ | مادر پاییزی      |      | سیروس رنجبر                       | بازیگردان                                                    |
| ۱۳۸۳ | فیلم کوتاه سیزده |      | وحید رهبانی                       | نامزد دریافت جایزه بهترین فیلم از جشنواره بین‌المللی واشینگتن |
| ۱۳۸۲ | دوئل             |      | احمدرضا درویش                     |                                                              |

### تلویزیون
| سال  | عنوان                        | نقش   | کارگردان         | یادداشت            |
| ---- | ---------------------------- | ----- | ---------------- | ------------------ |
| ۱۴۰۰ | خندوانه                      | مهمان | رامبد جوان       | فصل هشتم           |
| ۱۴۰۰ | گاندو ۲                      | محمد  | جواد افشار       |                    |
| ۱۳۹۸ | گاندو                        | محمد  | جواد افشار       |                    |
| ۱۳۹۱ | وقت خوب بودن                 |       | قاسم انصاری      | فیلم تلویزیونی     |
| ۱۳۹۱ | برگ و باد                    |       | جواد افشار       | فیلم تلویزیونی     |
| ۱۳۹۰ | شاید برای شما هم اتفاق بیفتد |       | نوید میهن‌دوست    | اپیزود همیشه داماد |
| ۱۳۸۹ | باد بهشت                     |       | کاوه سجادی حسینی | فیلم تلویزیونی     |
| ۱۳۸۹ | وزنه‌های بی وزن               |       | مجید شیخ انصاری  | فیلم تلویزیونی     |
| ۱۳۷۹ | کمین                         |       | مسعود کرامتی     |                    |
| ۱۳۷۹ | خانه ما                      | نیما  | مسعود کرامتی     |                    |

### تئاتر
| سال  | نمایش                        | کارگردان      | نویسنده           |
| ---- | ---------------------------- | ------------- | ----------------- |
| ۱۴۰۳ | ترور                         | ابراهیم امینی | فردیناند فون‌شیراخ |
| ۱۳۹۶ | هنر                          | وحید رهبانی   | یاسمینا رضا       |
| ۱۳۹۵ | اگر...                       | وحید رهبانی   | نیک پین           |
| ۱۳۹۵ | بازی یالتا                   | لوون هفتوان   | برایان فریل       |
| ۱۳۹۳ | کابوس نامه (بیداری کاذب)     | وحید رهبانی   | وحید رهبانی       |
| ۱۳۹۳ | در شوره زار                  | حسین کیانی    | حسین کیانی        |
| ۱۳۹۲ | مشروطه بانو                  | حسین کیانی    | حسین کیانی        |
| ۱۳۹۱ | درخت بلوط                    | وحید رهبانی   | تیم کرواچ         |
| ۱۳۹۱ | کابوس نامه (هزار توی رؤیاها) | وحید رهبانی   | گروهی             |
| ۱۳۸۹ | هدا گابلر                    | وحید رهبانی   | هنریک ایبسن       |
| ۱۳۸۹ | هبوط                         | وحید رهبانی   | وحید رهبانی       |
| ۱۳۸۵ | ناموس پرستان                 | وحید رهبانی   | گوهر مراد         |
| ۱۳۸۵ | یکشنبه                       | لوون هفتوان   | لوون هفتوان       |
| ۱۳۸۴ | الوتریا                      | وحید رهبانی   | ساموئل بکت        |
| ۱۳۸۴ | مرد اتفاقی                   | وحید رهبانی   | یاسمینا رضا       |
| ۱۳۸۰ | کرگدن                        | وحید رهبانی   | اوژن یونسکو       |
| ۱۳۷۸ | ریچارد سوم                   | داوود رشیدی   | ویلیام شکسپیر     |
| ۱۳۷۷ | در انتظار گودو               | وحید رهبانی   | ساموئل بکت        |
| ۱۳۷۷ | دایره گچی قفقازی             | حمید سمندریان | برتولت برشت       |
| ۱۳۷۶ | معرکه در معرکه               | وحید رهبانی   | داوود میرباقری    |

### آثار در کانادا
- یکشنبه (لوون هفتوان)، ۲۰۰۵
- Hello Out There ...Levon Haftvan...۲۰۰۵
- In The Hallow ...Ker Wells...۲۰۰۸
- Fewer Emergencies...Brendan Healy...۲۰۰۹
- «این به آن در»[۲۷] (غلام حسین ساعدی- اجرا شده به به زبان فارسی)...۲۰۰۵.... تورنتو
- Ashes to Ashes … هارولد پینتر … مونترئال…۲۰۰۷
- Little Eyolf … هنریک ایبسن … مونترئال…۲۰۰۸
- The Dwarfs … هارولد پینتر … مونترئال…۲۰۰۸
- Blackbird … David Harrower … مونترئال…۲۰۰۹
- Tick … Mathew Mackenzie … مونترئال…۲۰۰۹
- The Particular... Mathew Mackenzie … مونترئال…۲۰۱۰

## ترجمه
- ریچارد سوم رخ نخواهد داد[۲۸]
- نامه‌هایی به باد[۲۹]
- بدون شک[۳۰]
- کلاغ[۳۱]
- بازی یالتا[۳۲]
- جیب‌هایی پر از نان[۳۳]
- کابوس نامه[۳۴]
- صد در صد[۳۵]
- هدا گابلر[۳۵]
- مردی که زنش را با کلاه اشتباه گرفت[۳۶]
- هنر
- اگر…
- هفت کودک یهودی[۳۷]
- من ریچل کوری هستم[۳۷]
- درخت بلوط[۳۸]

## تدریس
- آغاز تدریس بازیگری در مؤسسهٔ فرهنگی هنری کارنامه (۱۳۹۰)[۳۹]
- آغاز تدریس بازیگری در کارگاه آزاد بازیگری کیمیایی (۱۳۹۰)[۴۰]
- کارگاه بازیگری (مدرسه تئاتر سه نقطه)[۴۱]